# O Sétimo Filho

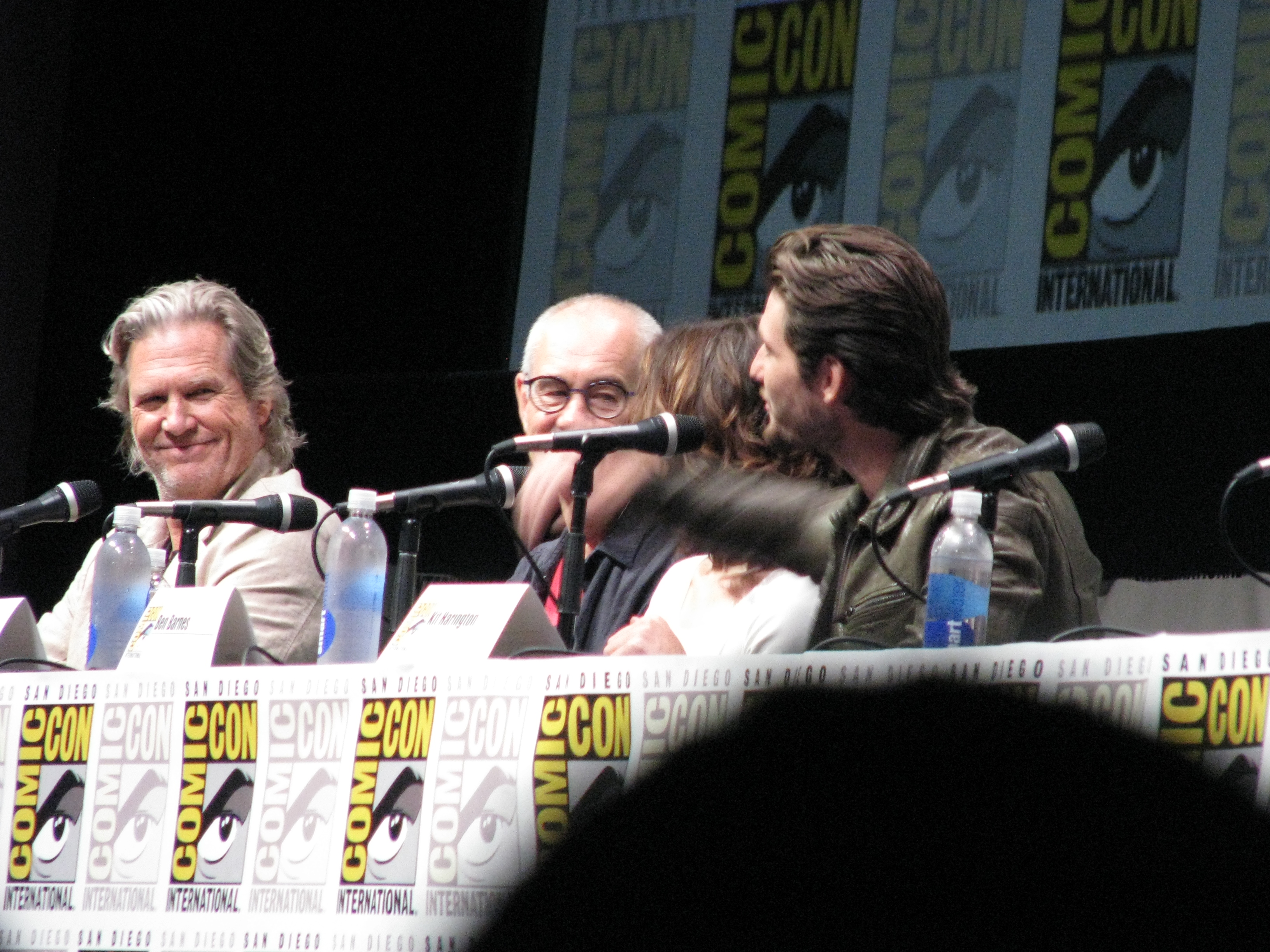
Parte do elenco de O Sétimo Filho na Comic Con San Diego. Da esquerda para direita: Jeff Bridges, o diretor Sergey Bodrov, Antje Traue, e Ben Barnes

O Sétimo Filho (no original em inglês Seventh Son) é um filme britânico do gênero fantasia baseado numa série de livros escrita por Joseph Delaney. O filme tem direção de Sergei Bodrov, tendo Ben Barnes, Julianne Moore, Kit Haringhton e Jeff Bridges nos papéis principais. Inclui os formatos 3D e IMAX 3D.

## História
Thomas Ward (Ben Barnes) é o sétimo filho de um sétimo filho e se tornou aprendiz do Caça-Feitiço. A missão é árdua, o Caça-Feitiço é um homem frio e distante, e muitos aprendizes já fracassaram. De alguma forma, Thomas terá de aprender a exorcizar fantasmas, deter feiticeiras e amansar ogros. Quando, porém, é enganado e cai na armadilha de libertar Mãe Malkin (Julianne Moore), a feiticeira mais malévola do Condado, tem início o horror, convocando seus seguidores de cada encarnação, Malkin está se preparando para lançar sua terrível ira sobre um mundo despreparado. Há apenas uma pessoa em seu caminho: Mestre Gregory (Jeff Bridges).
Em um reencontro mortal, Gregory fica cara a cara com o mal que ele sempre temeu que retornasse. Agora ele tem até a próxima lua cheia para fazer o que geralmente leva anos: treinar seu novo aprendiz, Tom Ward (Ben Barnes), para combater a magia negra como nenhum outro. A única esperança da humanidade se encontra em um sétimo filho de um sétimo filho.

## Elenco
- Ben Barnes como Tom Ward
- Julianne Moore como Mãe Malkin[7]
- Alicia Vikander como Alice Deane[8]
- Jeff Bridges como John Gregory[9]
- Antje Traue como Bony Lizzie
- Kit Harington como Billy Bradley
- Djimon Hounsou como Radu
- Olivia Williams como Mam
- Jason Scott Lee como Urag
- Zahf Paroo como Virabhadra

## Produção
Originalmente o filme não teria Jeff Bridges e Julianne Moore como Caça-Feitiço e Mãe Malkin. Sam Claflin e Alicia Vikander foram escalados para Tom Ward e Alice Deane, mas em junho de 2011 foi revelado que Clafin recusou o papel por razões desconhecidas e Ben Barnes foi anunciado em seu lugar. Jennifer Lawrence e Alex Pettyfer também foram cotados para a produção, mas recusaram alegando conflito de agendas. Kit Harington astro da série Game of Thrones e o Indicado ao Óscar Djimon Hounsou também foram confirmados no elenco.
A produção começou em 19 de Março de 2012 em Vancouver, Canadá.

## Lançamento
O lançamento primeiramente seria mundialmente simultâneo no dia 18 de Outubro de 2013, por decisão da Warner em parceira da Legendary Pictures, o lançamento depois seria com diferentes datas para cada respectivo local. Nos Estados Unidos o filme chegaria no dia 17 de Janeiro de 2014 e no Brasil dia 24 de Janeiro, já no Reino Unido o lançamento se daria 3 meses antes, ou seja, ainda em 2013. Porém em Janeiro de 2014 a Legendary Pictures terminou sua parceria com a Warner, assinando contrato com a Universal Pictures, com isso o filme passou para o ano seguinte, por motivos burocráticos na transferência de produções da Legendary. O filme foi lançado na França em 17 de dezembro de 2014.